# Палац Мірабель
Палац Мірабель (нім. Schloss Mirabell) — це історична споруда у місті Зальцбург, Австрія. Нині палац разом із його садами є частиною історичного центру міста та перебуває під захистом Світової спадщини ЮНЕСКО.

## Історія
Палац Мірабель був побудований приблизно в 1606 році за межами середньовічних стін Зальцбурга за наказом князя-архієпископа Вольфа Дітріха Райтенау. Спершу палац використовувався як резиденція коханки князя-архієпископа Саломеї Альт. Однак у 1612 році Райтенау був заарештований, а Альт та її сім'ю витурлили. Саме у той час палац і отримав свою нинішню назву, утворену за допомогою двох італійських слів: дивовижний та гарний (mirabile та bella). З 1710 року велася перебудова палацу з метою надати йому вигляд у стилі розкішного бароко. Процесом опікувався відомий австрійський архітектор та інженер Йоган Лукас фон Гільдебрандт.
3 червня 1944 року Ґретель Браун, сестра Єви Браун, одружилася з СС-групенфюрером Германом Фегелейном, який служив офіцером зв'язку рейхсфюрера СС Генріха Гіммлера. Весілля відбулося за присутності Гітлера, Гіммлера та Мартіна Бормана, які були свідками.